# Jerżan Kułybajew
Jerżan Kułybajew (kaz. Ержан Құлыбаев; ros. Ержан Кулибаев, Jerżan Kulibajew; ur. 1986) – kazachski skrzypek.

## Wykształcenie
Formalną edukację muzyczną rozpoczął w 1995 roku w Republikańskiej Szkole Muzycznej dla Utalentowanych Dzieci im. Kuljesz Bejsejtowej (w Ałmaty, byłej stolicy Kazachstanu) w klasie prof. N.M. Patruszewej. W 1998 roku przeniósł się do Konserwatorium Moskiewskiego, gdzie uczył się w klasie prof. A.V. Rewicz. W 2004 roku rozpoczął studia w klasie prof. Zakhara Brona w Wyższej Szkole Muzycznej Królowej Sofii w Madrycie oraz w klasie mistrzowskiej Państwowego Konserwatorium im. M. Glinki w Nowosybirsku.

## Kariera
Jerżan Kułybajew zdobył wiele nagród na międzynarodowych konkursach skrzypcowych:
- Międzynarodowy Konkurs Skrzypcowy w Jekaterynburgu (2003, pierwsza nagroda i dwie nagrody specjalne)
- Międzynarodowy Konkurs Skrzypcowy w Lizbonie (2006, pierwsza nagroda i nagroda specjalna)
- Międzynarodowy Konkurs Skrzypcowy w Nowosybirsku (2007, pierwsza nagroda i nagroda specjalna im. Palomy O’Shea)
- Międzynarodowy Konkurs im. Paula Hindemitha w Berlinie (2010, złoty medal i zagroda specjalna za najlepszą interpretację utworu Roberta Schumanna)[2]
- Międzynarodowy Konkurs Skrzypcowy im. Henryka Wieniawskiego w Poznaniu (2011, wyróżnienie[3] i dwie nagrody specjalne[4])
- Międzynarodowy Konkurs Skrzypcowy w Buenos Aires (lipiec, 2012, uzyskał pierwszą nagrodę, jak również Nagrodę Specjalną za fenomenalne wykonanie tanga „Tango Argentino Award”)

Koncertował we Francji, Niemczech, Szwajcarii, Japonii, Belgii, Meksyku, Portugalii, na Ukrainie, Łotwie, we Włoszech, Kuwejcie, Rosji, Kazachstanie, Austrii, Hiszpanii i w Polsce. Występował z Państwową Orkiestrą Symfoniczną Kazachstanu, Orkiestrą Opery i Baletu w Astanie, The Camerata of Kazakhstan, The Academy of the Soloists, Orkiestrą Kameralną Towarzystwa Filharmonicznego w Moskwie, Orkiestrą Kameralną Chóru Akademickiego w Sankt-Petersburgu, Orkiestrą Symfoniczną Jukatanu, Orkiestrą Symfoniczną Państwowego Konserwatorium w Nowosybirsku, Orkiestrą Symfoniczną Astany, Orkiestrą Symfoniczną Karagandy, Orkiestrą Symfoniczną Wyższej Szkoły Muzycznej Królowej Sofii w Madrycie, Orkiestrą Filharmoniczną Uniwersytetu Alicante, Orkiestrą Symfoniczną Castilla y Leon i Orkiestrą Kameralną Polskiego Radia „Amadeus”.
W latach 2005–2006 brał udział w Międzynarodowym Festiwalu Muzycznym w Santandrze (Hiszpania). W latach 2006 and 2010 uzyskał honorowy dyplom jako najlepszy student Zakhara Brona od Królowej Hiszpanii i wystąpił w Pałacu Królewskim w Pardo. W 2010 roku koncertował w Konzerthaus Berlin, jako zwycięzca Międzynarodowego Konkursu im. Paula Hindemitha.
Kulibaev gra na zabytkowym instrumencie Stradivariusa „Rode” 1722 dzięki uprzejmości Fundacji Magginich.